# Halastó
Halastó est un village de Hongrie, situé dans le département de Vas. Lors du recensement de 2007, il y avait 111 habitants.